# Laura Marano
Laura Marie Marano, född 29 november 1995, är en amerikansk skådespelerska och sångerska. Hon har bland annat gjort rollen som Ally Dawson i Austin & Ally, men har även haft roller i Brottskod: Försvunnen och Back to You. Hon är lillasyster till skådespelerskan Vanessa Marano.
Hon medverkar i The Vamps musikvideo till "Somebody to You".

## Filmografi

### Filmer
- 2003 – Hitta Nemo
- 2005 – The Jacket
- 2006 – Ice Age 2
- 2007 – Goldfish
- 2007 – Supersugen
- 2015 – A Sort of Homecoming
- 2015 – Alvin och gänget: Gasen i botten
- 2017 – Lady Bird
- 2018 – Saving Zoë
- 2019 – A Cinderella Story: Christmas Wish
- 2020 – The Night House
- 2020 – I krig med morfar
- 2022 – The Royal Treatment

### TV
- 2003–2006 – Brottskod: Försvunnen
- 2004 – Mellan himmel och jord
- 2005 – Medical Investigation
- 2005–2006 – The X's
- 2006 – Ghost Whisperer
- 2006 – Huff
- 2006 – Dexter
- 2007 – Are You Smarter Than A Fifth Grader?
- 2007–2008 – Back to You
- 2007–2010 – The Sarah Silverman Program
- 2008 – Ni Hao, Kai-Lan
- 2008 – Gary Unmarried
- 2009 – Heroes
- 2009 – Little Monk
- 2010 – True Jackson, VP
- 2010 – Flashforward
- 2010 – Childrens Hospital
- 2011–2016 – Austin & Ally
- 2012 – Jessie (episod: Austin & Jessie & Ally All Star New Year)
- 2014 – Danny Cunningham – skolans ninja
- 2014 – På kroken
- 2014 – Liv och Maddie
- 2015 – Bad Hair Day
- 2015 – Gurkan & Nöten
- 2015 – Här är ditt liv, Riley
- 2016 – Mère et Fille, California Dream
- 2018 – Miraculous: Tales of Ladybug & Cat Noir
- 2019 – Super Simple Love Story
- 2020 – Day by Day
- 2020 - Robot Chicken

## Diskografi
Soundtrack album
- 2010 - Songs Of The Sarah Silverman Program: From Our Rears To Your Ears (medverkande)
- 2012 - Disney Fairies: Faith, Trust and Pixie Dust
- 2013 - Holiday Unwrapped
- 2013 – Austin & Ally: Turn It Up
- 2015 – Austin & Ally: Take It from the Top

EP:er
2019 - ME
2020 - YOU
Singlar
- 2016 – "Boombox"
- 2016 – "La La"
- 2018 – "Weekend (with Bo Talks)"
- 2018 - ”Me”
- 2018 - ”Me (Acoustic)”
- 2019 - ”Let Me Cry”
- 2019 - ”F.E.O.U.”
- 2019 - “A Little Closer”
- 2019 - “Me and the Mistletoe”
- 2020 - “When You Wake Up”
- 2020 - ”Can’t Hold On Forever”
- 2020 - “Honest With You”
- 2020 - “Can’t Help Myself”